# テレビ朝日ホールディングス
株式会社テレビ朝日ホールディングス（テレビあさひホールディングス、英: TV Asahi Holdings Corporation）は、日本の認定放送持株会社。株式会社朝日新聞社の持分法関連会社であり、東京都港区六本木六丁目に本社を置く。2014年4月1日、株式会社テレビ朝日が商号変更・会社分割を行って改組した。

## 概要
1957年（昭和32年）11月1日に「株式会社日本教育テレビ」（にほんきょういくテレビ、略称：NET、呼称：NETテレビ）として設立。1959年（昭和34年）2月1日に在京民放テレビキー局では3番目に教育専門局として本放送を開始し、1973年（昭和48年）11月1日に教育専門局から一般総合局に移行した。
1977年（昭和52年）4月1日に商号を「株式会社日本教育テレビ」から「全国朝日放送株式会社」（ぜんこくあさひほうそう、略称：ANB、呼称：テレビ朝日）に変更したのち、2003年（平成15年）10月1日には、商号を呼称と同じ「株式会社テレビ朝日」（略称：EX）に変更。
2014年（平成26年）4月1日、テレビ放送免許・放送事業全般の業務を新設した事業子会社（現在のテレビ朝日）に承継し、商号を「株式会社テレビ朝日ホールディングス」へと変更。在京民放テレビ局5社の中では最後に認定放送持株会社へと移行した。

## 沿革
- 1957年（昭和32年）
  - 11月1日 - 株式会社日本教育テレビとして設立。
- 1959年（昭和34年）
  - 2月1日 - 開局。
- 1977年（昭和52年）4月 - 商号を全国朝日放送株式会社に変更。同時に略称をNETからANBに変更。
- 1984年（昭和59年）2月 - 開局25周年。それを記念して『テレビ朝日社史 ファミリー視聴の25年』を発行した。
- 1999年（平成11年）2月 - 開局40周年。それを記念して『開局40周年記念社史』を発行した。
- 2000年（平成12年）12月 - BSデジタル放送BS朝日が放送開始。
- 2002年（平成14年）7月 - CSデジタル放送シーエス・ワンテンが放送開始。
- 2003年（平成15年）10月 - 商号を株式会社テレビ朝日に変更。同時に略称をANBからEXに変更。
- 2010年（平成22年）1月 - 前年の開局50周年を記念して『チャレンジの軌跡 new air, on air』を発行した。
- 2013年（平成25年）
  - 7月31日 - 株式会社テレビ朝日が取締役会を行い、2014年4月に認定放送持株会社へ移行することを決議。
  - 10月15日 - 分割準備会社として、株式会社テレビ朝日の完全子会社、テレビ朝日分割準備株式会社を設立。
- 2014年（平成26年）
  - 4月1日 - （旧）株式会社テレビ朝日が、株式会社テレビ朝日ホールディングスに商号変更し、認定放送持株会社へ移行。テレビ朝日分割準備株式会社が、（新）株式会社テレビ朝日に商号変更し、（旧）株式会社テレビ朝日の地上放送などの事業を吸収分割により承継。株式会社BS朝日、株式会社シーエス・ワンテンは、株式交換により株式会社テレビ朝日ホールディングスの完全子会社となる。
  - 6月27日 - 株主総会、取締役会を開催。代表取締役社長の早河洋が代表取締役会長兼最高経営責任者に、朝日新聞社顧問の吉田慎一が代表取締役社長に就任。
- 2016年（平成28年）4月11日 - サイバーエージェントとの共同出資によるインターネットテレビ局『AbemaTV』が本開局。
- 2017年（平成29年）
  - 2月 - 多摩ニュータウン・若葉台に「テレビ朝日若葉台メディアセンター」が竣工。
  - 3月 - 系列局である静岡朝日テレビ、東日本放送、福島放送の3社を持分法適用関連会社とする[4]。
  - 10月 - 同じく系列局である青森朝日放送、山形テレビ、長野朝日放送の3社を持分法適用関連会社とする[5]。
- 2018年（平成30年）3月 - 同じく系列局である秋田朝日放送、新潟テレビ21の2社を持分法適用関連会社とする[6]。
- 2019年（平成31年・令和元年）3月 - 系列局である岩手朝日テレビを持分法適用関連会社とする[7]。
- 2020年（令和2年）
  - 1月 - 前年の開局60周年を記念して『チャレンジの軌跡2009-2019テレビ朝日360゜テレビ朝日開局60周年記念社史』を発行した。
  - 1月6日 - バーチャルプラットフォームのクラスター株式会社に出資[8]。
  - 1月20日 - ヘルスケアサービスの株式会社FiNC Technologiesに出資[9]。
  - 4月6日 - KDDIとの共同出資とによる動画配信サービス『TELASA』が開始。
  - 11月20日 - 連結子会社のテレビ朝日が、ECを展開する株式会社イッティを買収し連結子会社化[10]。
  - 12月25日 - 東京都が有明南地区をテレビ朝日HDに売却したことを発表。複合施設が2024年12月に開業する見通しとした[11]。
- 2021年（令和3年）
  - 7月3日 - 動画配信サービスのSHOWROOMに出資[12]。
- 2022年（令和4年）
  - 4月1日 - グループ会社のテレビ朝日メディアプレックスが、AMBL株式会社と合弁会社「株式会社dualix」を設立[13]。
  - 4月4日 - 東京証券取引所の市場区分の見直しにより市場第一部からプライム市場へ移行。
  - 11月30日 - デジタル上の教育事業のSOZOW株式会社に出資[14]。
- 2023年（令和5年）
  - 3月8日 - 連結子会社のテレビ朝日が、電子書籍サービスを展開する株式会社BookLiveと資本提携を発表。テレビ朝日による議決権比率は20.55%となり、BookLiveはテレビ朝日の持分法適用会社となる[15]。
  - 3月31日 - AR事業のPsychic VR Labに出資[16]。
  - 11月15日 - 東京都江東区有明に複合型エンタテインメント施設「東京ドリームパーク」を建設しており、2026年春に開業予定であることを発表[17]。
  - 12月11日 - 連結子会社のテレビ朝日が、フィギュア・プラモデル事業を行う寿屋と資本提携を発表。12.6％の株式を19.25億円で取得。[18]。
- 2024年（令和6年）
  - 4月8日 - 連結子会社のテレビ朝日が、寿屋の株式を3.38億万円で18万株を追加取得。追加取得後の持株比率は、12.9％から15.07％に上昇し、持分法適用関連会社になる。
  - 4月23日 - VTuber事業のBrave groupに出資[19]。
  - 5月21日 - 連結子会社のBS朝日が、株式会社Pocket RDに出資[20]。
- 2025年（令和7年）
  - 4月14日 - 筆頭株主の朝日新聞社と大日本印刷の2社が保有する自社の株式を外部に売り出すと発表[21]。朝日新聞社が500万株、大日本印刷が285万株を、それぞれ放出する予定で、市場規模はおよそ200億円程度になる見込み。

## 業績推移

### 連結業績決算推移
| 年度   | 売上高  | 営業利益 | 経常利益 | 純利益 | 備考              |
| ------ | ------- | -------- | -------- | ------ | ----------------- |
| 2006年 | 251,124 | 13,677   | 14,587   | 10,303 |                   |
| 2007年 | 252,746 | 9,976    | 12,080   | 6,422  |                   |
| 2008年 | 247,192 | 2,015    | 3,444    | △1,716 |                   |
| 2009年 | 230,236 | 7,216    | 8,744    | 3,024  |                   |
| 2010年 | 235,398 | 9,851    | 12,371   | 7,013  |                   |
| 2011年 | 239,845 | 10,462   | 13,124   | 7,496  |                   |
| 2012年 | 253,774 | 13,415   | 15,708   | 9,030  |                   |
| 2013年 | 267,928 | 17,748   | 19,751   | 11,678 |                   |
| 2014年 | 276,473 | 15,138   | 16,712   | 10,994 | 2014年4月からHD化 |
| 2015年 | 280,779 | 16,570   | 18,509   | 12,169 |                   |
| 2016年 | 295,879 | 17,278   | 21,947   | 15,949 |                   |
| 2017年 | 302,511 | 18,634   | 22,053   | 15,848 |                   |
| 2018年 | 301,744 | 16,164   | 19,097   | 12,879 |                   |
| 2019年 | 293,638 | 12,565   | 32,048   | 26,398 |                   |
| 2020年 | 264,557 | 14,413   | 17,980   | 12,600 |                   |
| 2021年 | 298,276 | 21,431   | 26,443   | 20,999 |                   |
| 2022年 | 304,566 | 14,503   | 23,157   | 16,603 |                   |
| 2023年 | 307,898 | 12,337   | 19,919   | 17,138 |                   |

※単位は百万円

### 個別業績決算推移
| 年度   | 売上高  | 営業利益 | 経常利益 | 純利益 | 備考                                      |
| ------ | ------- | -------- | -------- | ------ | ----------------------------------------- |
| 2006年 | 227,687 | 9,720    | 10,848   | 6,062  |                                           |
| 2007年 | 230,144 | 6,105    | 7,470    | 3,847  |                                           |
| 2008年 | 220,931 | △1,527   | 705      | △2,078 |                                           |
| 2009年 | 206,723 | 4,376    | 6,647    | 2,340  |                                           |
| 2010年 | 210,670 | 6,666    | 8,834    | 5,551  |                                           |
| 2011年 | 205,235 | 6,101    | 7,180    | 4,279  |                                           |
| 2012年 | 217,662 | 8,619    | 10,624   | 6,330  |                                           |
| 2013年 | 226,841 | 12,170   | 14,695   | 9,221  |                                           |
| 2014年 | 228,165 | 9,276    | 9,271    | 5,697  | 2014年度からHD化でテレビ朝日(2代目)の数字 |
| 2015年 | 228,224 | 10,278   | 11,631   | 8,056  |                                           |
| 2016年 | 240,557 | 8,867    | 10,189   | 7,304  |                                           |
| 2017年 | 239,627 | 10,063   | 17,268   | 13,392 |                                           |
| 2018年 | 235,803 | 8,698    | 17,467   | 14,146 |                                           |
| 2019年 | 226,440 | 5,057    | 6,881    | 4,867  |                                           |
| 2020年 | 199,425 | 7,517    | 9,585    | 5,818  |                                           |
| 2021年 | 225,533 | 11,720   | 13,821   | 9,532  |                                           |
| 2022年 | 223,943 | 3,985    | 6,582    | 1,308  |                                           |
| 2023年 | 225,041 | 1,649    | 10,948   | 9,310  |                                           |

※単位は百万円

## 組織

### テレビ朝日ホールディングス
- 取締役会
- 監査等委員会
- 代表取締役
- 常務会
- 経営戦略局
- ネットワーク戦略室
- 総務局
- 人事局
- 経理局
- コンプライアンス統括室

### テレビ朝日
- 取締役会
- 代表取締役
- 監査役
- 常務会
- インターネット・オブ・テレビジョンセンター
- 放送番組審議会
- 総合編成局
- 営業局
- 総合ビジネス局
- 報道局
- スポーツ局
- 広報局
- 技術局
- ネットワーク局
- 総務局
- 人事局
- 経理局
- 経営戦略局
- 番組審査室
- コンプライアンス統括室

## グループ会社

### 連結子会社
テレビ朝日ホールディングスの完全子会社。
- 株式会社テレビ朝日
- 株式会社BS朝日
- 株式会社シーエス・ワンテン

### 持分法適用関連会社
- 青森朝日放送株式会社[5]
- 株式会社岩手朝日テレビ[7]
- 株式会社東日本放送[4]
- 秋田朝日放送株式会社[6]
- 株式会社山形テレビ[5]
- 株式会社福島放送[4]
- 株式会社新潟テレビ21[6]
- 長野朝日放送株式会社[5]
- 株式会社静岡朝日テレビ[4]
- 東映株式会社[22][注釈 1]

## 資本構成
「テレビ朝日ホールディングス」および、2014年3月31日以前の「テレビ朝日」「全国朝日放送」の資本構成。
企業・団体の名称、個人の肩書は当時のもの。出典：

### 2025年3月31日
出典: 
| 発行済株式総数 | 株主数 |
| -------------- | ------ |
| 108,529,000株  | 16,727 |

| 株主                                       | 株式数       | 比率   |
| ------------------------------------------ | ------------ | ------ |
| 朝日新聞社                                 | 26,151,840株 | 24.72% |
| 東映                                       | 18,522,900株 | 17.51% |
| 日本マスタートラスト信託銀行（信託口）     | 7,534,200株  | 7.12%  |
| 香雪美術館                                 | 5,030,000株  | 4.75%  |
| 大日本印刷                                 | 4,030,000株  | 3.81%  |
| KBCグループホールディングス                | 3,333,500株  | 3.15%  |
| STATE STREET BANK AND TRUST COMPANY 505001 | 3,092,782株  | 2.92%  |
| 朝日新聞文化財団                           | 2,297,100株  | 2.17%  |
| 日本カストディ銀行（信託口）               | 1,936,900株  | 1.83%  |
| 朝日放送グループホールディングス           | 1,572,000株  | 1.48%  |

## 歴代社長・会長
社長と会長は長年に渡って朝日新聞社出身の人物が務めることが多かったが、2009年にテレビ朝日の生え抜きとしては初めてとなる早河洋が就任した。
| 就任年月日     | 社長       | 会長       |
| -------------- | ---------- | ---------- |
| 1957年11月1日  | 赤尾好夫   | 大川博     |
| 1960年11月30日 | 大川博     | 赤尾好夫   |
| 1964年11月9日  | 赤尾好夫   | ※不在      |
| 1965年3月31日  | 山内直元   | 赤尾好夫   |
| 1970年3月9日   | ※不在      | 赤尾好夫   |
| 1970年4月3日   | 横田武夫   | 赤尾好夫   |
| 1974年11月29日 | 高野信     | 赤尾好夫   |
| 1981年6月29日  | 中川英造   | 赤尾好夫   |
| 1983年6月29日  | 田代喜久雄 | 赤尾好夫   |
| 1985年9月11日  | 田代喜久雄 | ※不在      |
| 1989年6月29日  | 桑田弘一郎 | ※不在      |
| 1993年6月24日  | 伊藤邦男   | ※不在      |
| 1999年6月24日  | 広瀬道貞   | 伊藤邦男   |
| 2005年6月29日  | 君和田正夫 | 広瀬道貞   |
| 2008年6月26日  | 君和田正夫 | ※不在      |
| 2009年6月25日  | 早河洋     | 君和田正夫 |
| 2012年6月28日  | 早河洋     | ※不在      |

| 就任年月日    | テレビ朝日 | テレビ朝日 | テレビ朝日HD | テレビ朝日HD |
| 就任年月日    | 社長       | 会長       | 社長         | 会長         |
| ------------- | ---------- | ---------- | ------------ | ------------ |
| 2014年4月1日  | 早河洋     | ※不在      | 早河洋       | ※不在        |
| 2014年7月1日  | 吉田慎一   | 早河洋     | 吉田慎一     | 早河洋       |
| 2016年6月29日 | 角南源五   | 早河洋     | 吉田慎一     | 早河洋       |
| 2019年6月27日 | 亀山慶二   | 早河洋     | 吉田慎一     | 早河洋       |
| 2022年2月10日 | 早河洋     | 早河洋     | 吉田慎一     | 早河洋       |
| 2022年6月30日 | 篠塚浩     | 早河洋     | 篠塚浩       | 早河洋       |